# Институт структуры и динамики материи Общества Макса Планка
Институт структуры и динамики материи Общества Макса Планка (нем. Max-Planck-Institut für Struktur und Dynamik der Materie, MPSD) — это исследовательское учреждение, спонсируемое Обществом Макса Планка. Институт расположен в районе Бахренфельд в Гамбурге на территории кампуса немецкого электронного синхротрона DESY.

## Концепция
Институт проводит фундаментальные исследования в области экспериментальной и теоретической физики и химии, особенно в области сверхбыстрых физических процессов и химических реакций. Исследования проводятся методами сверхкоротковременной спектроскопии с использованием импульсного излучения. Исследования проходят при помощи лазеров на свободных электронах FLASH и европейских рентгеновских лазеров XFEL.

## История
Институт возник из ранее существовавшей исследовательской группы структурной динамики Общества Макса Планка при Гамбургском университете. Решение о создании независимого института с пятью исследовательскими отделами было объявлено в 2012 году.  Институт был официально основан 1 января 2014 года и на момент основания состоял из двух отделов: динамики конденсированного состояния, возглавляемого директором-основателем института Андреа Каваллери, и динамики атомного разрешения, возглавляемого Дуэйном Миллером. 1 ноября 2014 года был добавлен теоретический факультет под руководством Анхеля Рубио. После ухода Миллера из института 30 июня 2020 года отдел был расформирован. 15 июня 2021 года Филип Молл был назначен директором отдела микроструктурированной квантовой материи. 